# Kungur
Kungur (en rus: Кунгур) és una ciutat del krai de Perm, a Rússia. Es troba a la vora del riu Silva, als peus dels Urals, a uns 100 km de Perm i a uns 380 km de Iekaterinburg. El Transsiberià passa per aquesta ciutat. El 2019 tenia 65.284 habitants.

## Etimologia
El nom de la ciutat prové del tàtar antic, i significa «fosc». Hi ha una altra versió que diu que el nom prové del nom comú de deu tribus hongareses «unugur» (deu fletxes), tot i que els hongaresos van abandonar aquest territori al segle viii cap al Danubi.

## Història
Kungur fou fundada el 1647 prop de la confluència del riu Kungur amb el riu Iren a 28 km de la localització actual de la ciutat. El 1662 els baixkirs cremaren l'antiga ciutat i un any després fou reconstruïda a la confluència del riu Iren amb el Silva. Durant l'Imperi Rus la ciutat es desenvolupà ràpidament a causa de la seva ubicació, atès que es troba entre les rutes principals des de la part central de Rússia a Sibèria. El 1720 s'hi establí la seu principal de l'administració de les plantes i fàbriques siderúrgiques dels Urals, que després es traslladà a Iekaterinburg. El 1737 es convertí en el centre de província. La ciutat fou un centre mercantil molt important a l'Imperi Rus, sobretot famós pel comerç de te. A finals del segle xix es construí el ferrocarril que connectà Kungur amb Sant Petersburg i Sibèria, ara l'estació de trens és part del Transsiberià.